# Latinismo
I latinismi sono una forma di cultismo. Si tratta di forme linguistiche dotte, recuperate da persone colte, che ricompaiono, riprese direttamente dalle opere scritte in latino, nelle lingue romanze (ma anche in altre lingue) dopo secoli di silenzio. Si tratta quindi di un particolare tipo di prestito linguistico.

## Tipi di latinismo
Per "latinismo" si intende sia il prestito lessicale "integrato" (cioè con modifiche di adattamento), come nel caso di vizio, sia il prestito "acclimatato" (cioè accolto senza modifiche fonetiche o morfologiche), come iter.
Oltre al più generale caso del latinismo lessicale, esistono anche latinismi specificamente morfologici, fonetici, grafici, semantici, sintattici.

## Allotropia
A differenza delle parole di trafila popolare (o "voci ereditarie"), i latinismi (o parole "di trafila dotta") conservano più fedelmente l'originaria forma latina; stacco che è evidente nei doppietti (o allotropi):
- da vītium derivano vizio e vezzo
- da plebem derivano plebe e pieve
- da circulum derivano circolo e cerchio

Come si vede, parola popolare e latinismo generalmente differiscono anche nel significato.
In alcuni casi, nelle voci ereditarie l'accento risulta spostato:
- da integrum derivano integro e intero, nonché lo spagnolo entero, il portoghese inteiro, il catalano enter
- da cathedra derivano cattedra e il francese chaire, lo spagnolo cadera, il portoghese cadeira, il catalano cadira
- da palpebra derivano palpebra e il francese paupière, il catalano parpella

## Latinismi lessicali integrati
Ecco alcuni esempi di latinismi integrati, entrati in italiano in varie epoche:
- Duecento: scienza, coscienza, sapienza, specie, reale, formale
- Trecento: repubblica, milite, esercito
- Quattrocento: arbusto, insetto, pagina, applaudire, esonerare
- Cinquecento: arguzia, canoro, collaudare, erogare
- Seicento: antenna, bulbo, cellula, condominio, società
- Settecento: corolla, centrifugo, centripeto

Dapprima usati in ambienti di cultura, i latinismi sono poi entrati nella lingua comune sostituendo vecchie parole (per es. esercito in luogo di oste) ed ampliando nuovi settori (i linguaggi tecnico-scientifici, il linguaggio politico) che necessitavano di nuovi termini.

## Latinismi lessicali acclimati
Ecco, in ordine alfabetico, una serie di espressioni latine che vengono usate nell'italiano moderno
- Addenda = cose che devono essere aggiunte
- Ad hoc = fatto appositamente per qualcuno o per qualcosa
- Ad hominem = nella locuzione "argomento ad hominem" - argomento che riguarda solamente la persona considerata
- Ad honorem = a titolo d'onore
- A divìnis = nella locuzione "sospeso a divinis" - sacerdote che per punizione è sospeso dalla propria attività
- Ad libitum = a piacere
- Ad litteram = letteralmente
- Ad usum Delphini = classici riadattati per l'educazione del Delfino di Francia; in senso esteso: cose deformate e riadattate
- Affidavit = testimonianza prestata davanti a un magistrato
- Agenda = cose da fare
- Album = raccolta
- Alias (vices) = altrimenti (detto) - locuzione per introdurre un soprannome dopo il nome vero
- Alter ego = altro me stesso
- Ante litteram = anticipazione dei caratteri di un periodo storico successivo; prima prova di stampa
- A posteriori = locuzione da riferirsi a concezioni fondate sull'esperienza - giudizio induttivo
- Appendix = si dice di opere attribuite ad autore, ma di dubbia paternità
- A priori = locuzione da riferirsi a concezioni fondate sul ragionamento - giudizio deduttivo
- Arcades ambo = espressione che indica due persone di pari scarso valore
- Aspèrges = aspersorio, atto dell'aspergere
- Bis = due volte
- Deus ex machina = persona in grado di risolvere situazioni
- Ego = io
- Et cetera = e le rimanenti cose
- Ergo = quindi
- Extra = al di fuori
- Ex = una cosa vecchia che ora non si ha più
- Ex aequo = in parità
- Ex novo = da capo
- Facsimile = cosa simile
- Forum = piazza (Foro Romano)
- Gratis = per grazia (gratuitamente)
- Homo = uomo
- Humus = uno strato del terreno
- Horror = terrore/orrore
- Ivi = in quel posto
- Idem = la stessa cosa
- Incipit = è cominciato
- In articulo mortis = in punto di morte
- In primis = come prima cosa
- In extremis = negli ultimi attimi
- Iter = percorso (da iter, itineris)
- Iunior = più giovane
- Lapsus = mancanza momentanea di memoria
- Lavabo = io laverò (poi lavandino)
- Loco = luogo
- Medium = punto di mezzo
- Minimum = cosa minima
- Maximum = cosa grande
- Non plus ultra = non più oltre/livello massimo
- Opera omnia = tutte le opere di un autore
- Ora et labora = prega e lavora
- Procapite = a testa
- Post scriptum = dopo che è stato scritto
- Quid = qualcosa
- Quorum = maggioranza
- Raptus = impulso improvviso
- Rebus = cose da risolvere
- Referendum = da riferirsi
- Salve = stai bene
- Sponsor = che fa pubblicità
- Senior = più vecchio
- Tabula rasa = fare piazza pulita
- Tot = una certa quantità
- Virus = veleno
- Vale = salve
- Viceversa = cambiata la vicenda
- Ultimatum = ultimo avvertimento